# Ricard Persson
Ricard Lars Persson (* 24. August 1969 in Östersund) ist ein ehemaliger schwedischer Eishockeyspieler, der von 1995 bis 2002 für die New Jersey Devils, St. Louis Blues und Ottawa Senators in der National Hockey League aktiv war. Seit Juli 2010 ist er als Scout für die Minnesota Wild tätig.

## Karriere
Persson begann seine Karriere 1984 bei Östersunds IK in der zweithöchsten schwedischen Liga. Seine guten Leistungen führten dazu, dass er drei Jahre später von Leksands IF aus der Elitserien verpflichtet wurde. Beim NHL Entry Draft 1987 wurde er in der zweiten Runde an insgesamt 23. Position von den New Jersey Devils ausgewählt. Er gewann mit dem Malmö IF in der Saison 1993/94 die schwedische Meisterschaft in der Elitserien. 1995 erhielt er einen Kontrakt bei den New Jersey Devils, in der Folgezeit spielte Persson allerdings überwiegend für deren Farmteam, die Albany River Rats, in der American Hockey League. Im November 1996 wurde er in einem Tauschhandel an die St. Louis Blues abgegeben und der Verteidiger erhielt neben Einsätzen für die Blues in der NHL auch Eiszeit bei den Worcester IceCats in der AHL. In der Saison 1999/2000 gewann er mit den Blues die Presidents’ Trophy als punktbeste Mannschaft der Spielzeit, bevor das Team in der ersten Runde der Playoffs in sieben Begegnungen an den San Jose Sharks scheiterte. Im Juli 2000 unterschrieb er als Free Agent einen Vertrag bei den Ottawa Senators. Während der Saison 2000/01 verpasste Persson aufgrund einer Knöchelverletzung mehrere Monate der regulären Saison. 
Im August 2002 wurde der schwedische Verteidiger von den Eisbären Berlin verpflichtet. Der damals 32-Jährige erhielt einen Einjahresvertrag. In der Saison 2004/05 gewann er mit den Eisbären die deutsche Meisterschaft in der Deutschen Eishockey Liga. Im April 2005 unterschrieb er beim EC KAC einen Dreijahresvertrag mit einer Ausstiegsklausel nach zwei Jahren. Mit seinem japanischen Club Ōji Ice Hockey Team setzte er sich im März 2008 im dritten Play-off-Finale beim Vorjahresmeister Nippon Paper Cranes mit 3:2 durch.
Im Sommer 2009 unterschrieb er bei SG Cortina in der italienischen Serie A1 einen Vertrag für ein Jahr. Im Juli 2010 beendete er seine Spielerkarriere und wurde Scout bei den Minnesota Wild.

### International
Für Schweden nahm Persson an der Eishockey-Weltmeisterschaft 2000 teil, bei der er in sieben Spielen punktlos blieb und sechs Strafminuten erhielt. Während seiner Juniorenzeit hatte er sein Heimatland bei der U18-Europameisterschaft 1987 vertreten und mit der schwedischen Auswahl die Goldmedaille gewonnen. Außerdem vertrat Persson die schwedische Juniorenauswahl bei den Junioren-Weltmeisterschaften 1988 und 1989. Bei letzterem Turnier trug er mit neun Scorerpunkten zum Silbermedaillengewinn bei und wurde im Anschluss als bester Verteidiger des Turniers ausgezeichnet und ins All-Star-Team gewählt.

## Erfolge und Auszeichnungen
| - 1989 Schwedischer Vizemeister mit Malmö IF - 1994 Schwedischer Meister mit Malmö IF - 1995 Calder-Cup-Gewinn mit den Albany River Rats - 1996 Teilnahme am AHL All-Star Classic | - 2003 Bester Verteidiger der DEL - 2004 Teilnahme am DEL All-Star Game - 2005 Deutscher Meister mit den Eisbären Berlin - 2008 Meister der Asia League Ice Hockey mit den Ōji Eagles |

### International
- 1987 Goldmedaille bei der U18-Junioren-Europameisterschaft
- 1989 Silbermedaille bei der U20-Junioren-Weltmeisterschaft
- 1989 All-Star Team der U20-Junioren-Weltmeisterschaft
- 1989 Bester Verteidiger der U20-Junioren-Weltmeisterschaft

## Karrierestatistik

### International
Vertrat Schweden bei:
- Junioren-Europameisterschaft 1987
- Junioren-Weltmeisterschaft 1988
- Junioren-Weltmeisterschaft 1989
- Weltmeisterschaft 2000

(Legende zur Spielerstatistik: Sp oder GP = absolvierte Spiele; T oder G = erzielte Tore; V oder A = erzielte Assists; Pkt oder Pts = erzielte Scorerpunkte; SM oder PIM = erhaltene Strafminuten; +/− = Plus/Minus-Bilanz; PP = erzielte Überzahltore; SH = erzielte Unterzahltore; GW = erzielte Siegtore; 1 Play-downs/Relegation; Kursiv: Statistik nicht vollständig)